# یورک‌شر غربی
یورک‌شر غربی (به انگلیسی: West Yorkshire) یکی از شهرستان‌های تشریفاتی و غیر شهری شمالی میانه انگلستان می‌باشد.

## جغرافیا
در سال ۲۰۰۵ جمعیت آن ۲٬۱۶۱٬۲۰۰ نفر سرشماری شده‌است. اکثر خاک این شهرستان را که ۲٬۰۲۹ کیلومتر مربع می‌باشد، مناطق شهری تشکیل می‌دهد.

## بخش‌ها

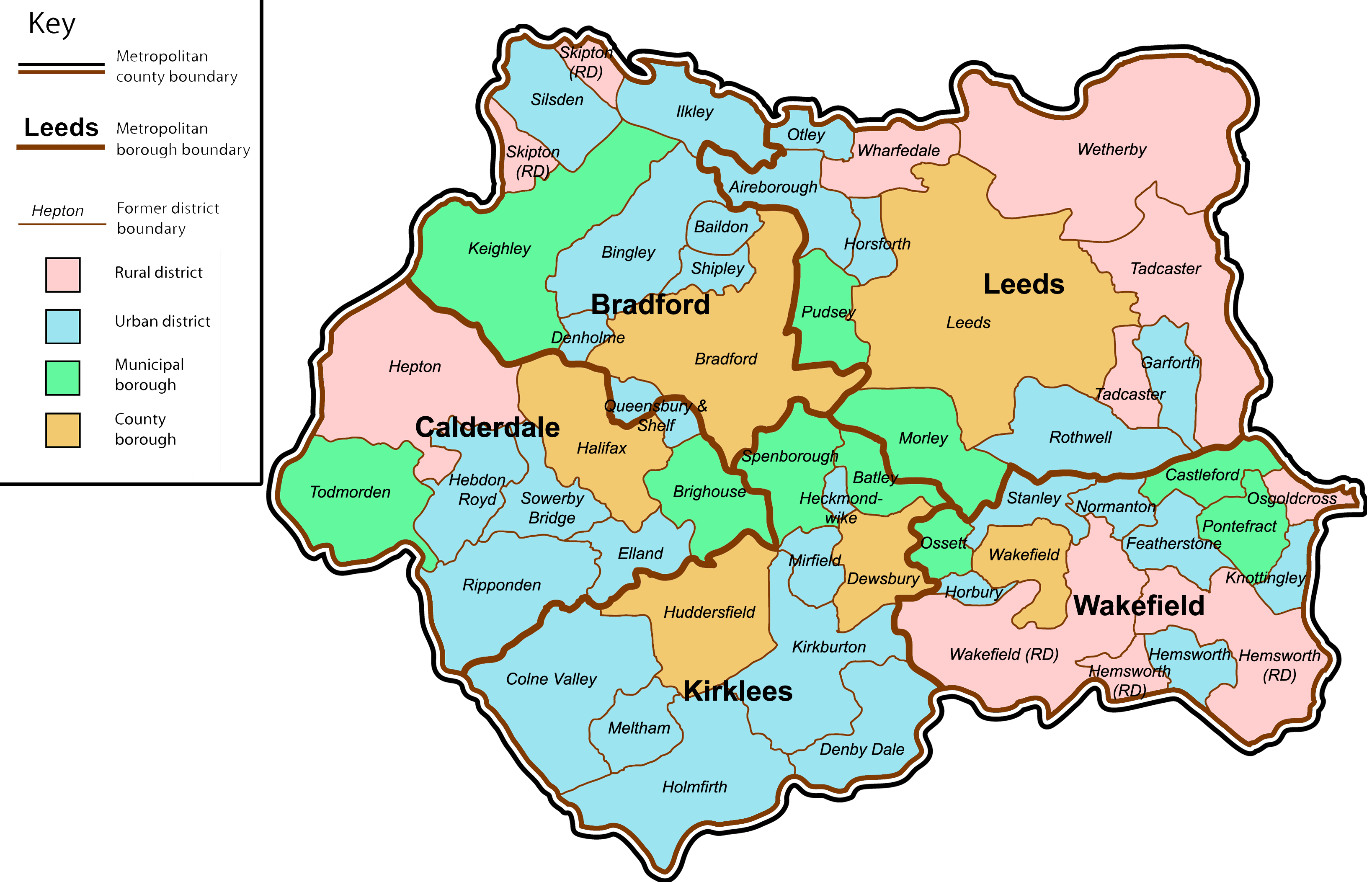

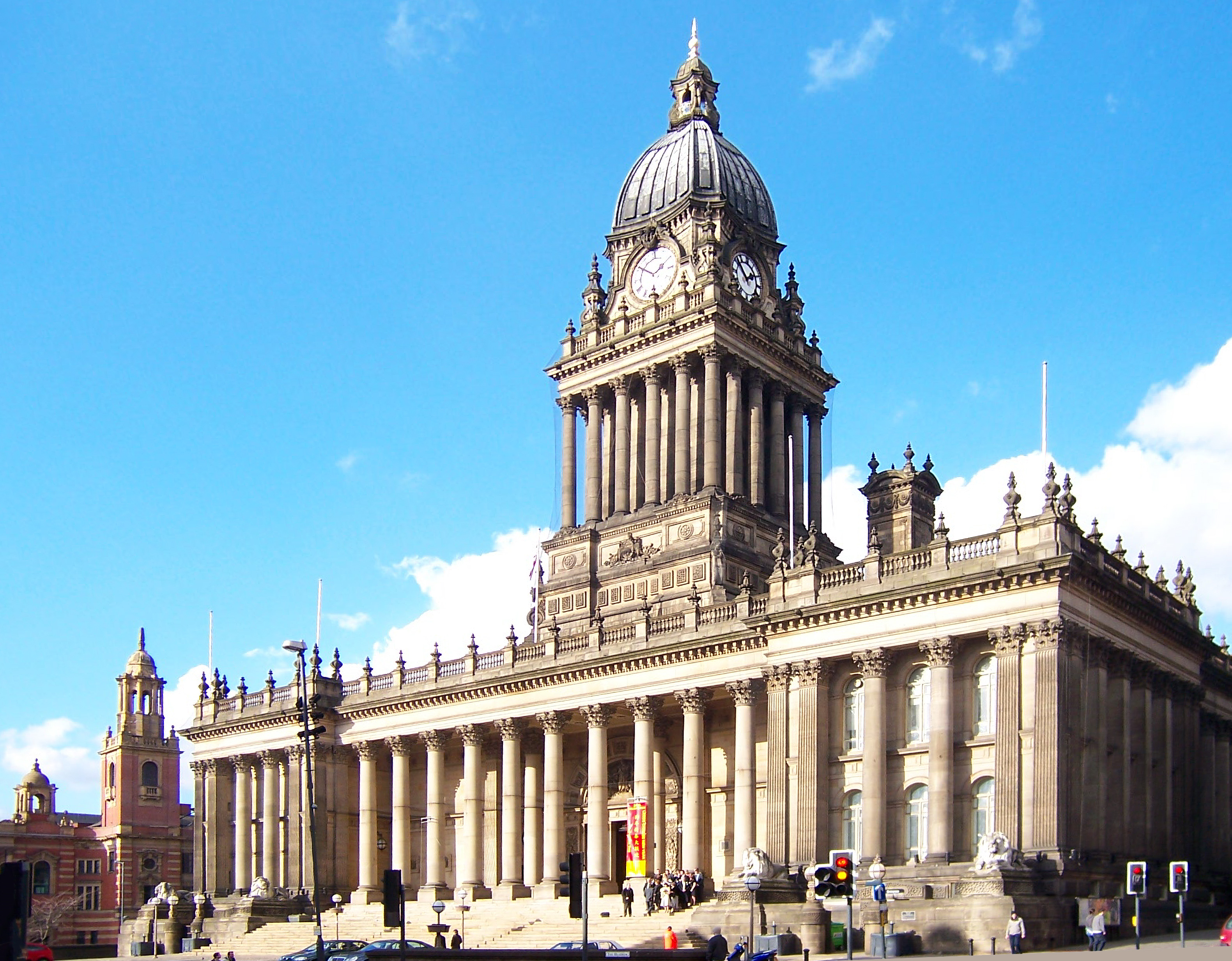

1. لیدز
2. ویکفیلد
3. هادرزفیلد
4. کالدردیل
5. بردفورد